# Santiago Rodríguez Masagó
Santiago Rodríguez Masagó (c. 1809 - c. 1879), además conocido como "Chago", fue un militar y caudillo dominicano nacido en un área de Fort Liberté (donde luego se fundaría Dajabón), conocido por haberse opuesto a la anexión de la República Dominicana a España y posteriormente haber combatido a la Corona Española; y por haber sido el principal organizador del famoso Grito de Capotillo que dio inicio a la Guerra de la Restauración. 
Durante la Anexión a España, se desempeñó como alcalde constitucional de Sabaneta, sin embargo en febrero de 1862 fue de los próceres iniciadores de las rebeliones antiaxionistas en su pueblo natal. Se dedicó a organizar un movimiento insurreccional que abarcó todo el norte del país. Precipitados los planes insurreccionales, el 21 de febrero de 1863, su revolución fue sofocada por las tropas españolas al mando del general José Hungría.
Aunque se conoce poco de su procedencia, varios historiadores coinciden en que fue hijo del hacendado Vicente Rodríguez y Josefina Masagó (de ascendencia haitiana), dos prósperos comerciantes de la ciudad de Santiago en la República Dominicana.
Después de la Restauración del país, Rodríguez ocupó varios cargos militares y rechazo otros. Como muchos otros próceres de la Restauración fue un ferviente baecista. Formó parte de la rebelión dirigida por el general Manuel Altagracia Cáceres (Memé) en los campos de la Línea Noroeste, en octubre de 1867, contra el Gobierno del general José María Cabral, la cual procuraba instalar en el poder por cuarta ocasión a Buenaventura Báez, personaje que encarnaba los ideales antinacionales. En esta última acción, le correspondió luchar contra sus antiguos compañeros restauradores. 
Falleció el 24 de mayo de 1879 en Agua Clara, Sabaneta. 
En su honor, en 1948 fue creada la provincia de la República Dominicana que lleva su nombre.